# ريان فالنتاين
ريان فالنتاين (بالإنجليزية: Ryan Valentine)‏ (19 أغسطس 1982 في المملكة المتحدة - ) هو لاعب كرة قدم بريطاني في مركز الدفاع. شارك مع منتخب ويلز تحت 21 سنة لكرة القدم. أما مع النوادي، فقد لعب مع نادي إيفرتون ونادي بالا تاون ونادي ريكسهام ونادي هيرفورد وتيلفورد يونايتد ودارلينجتون إف سى.

## وصلات خارجية
- ريان فالنتاين على موقع قاعدة بيانات كرة القدم.إي يو (الإنجليزية)
- ريان فالنتاين على موقع Soccerbase.com (لاعب) (الإنجليزية)